# 納扎雷 (葡萄牙)
39°36′N 9°4′W / 39.600°N 9.067°W

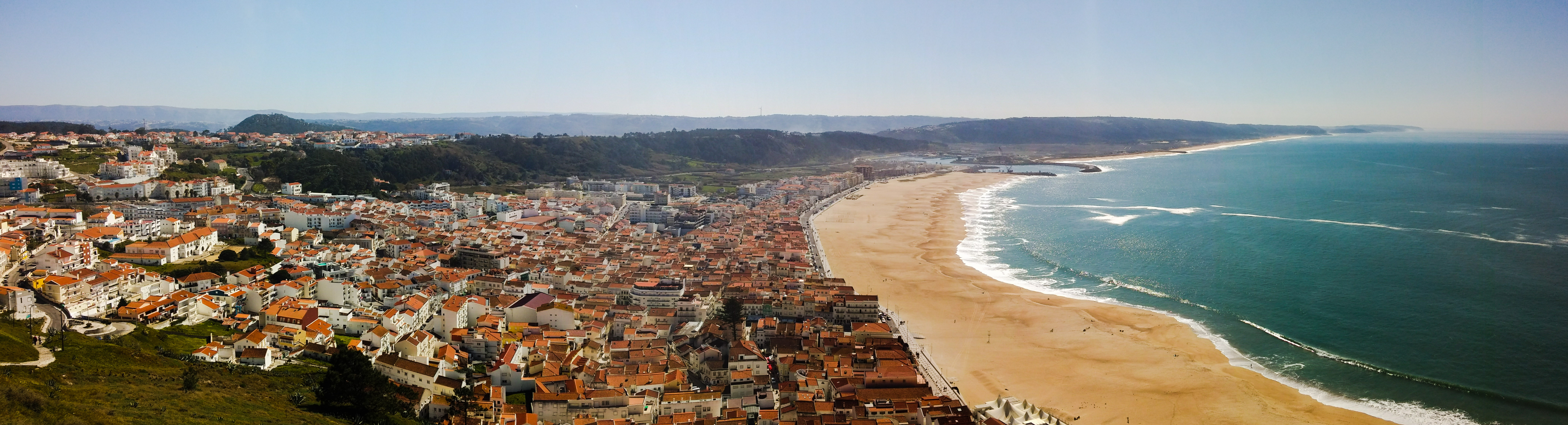
納扎雷海岸全景

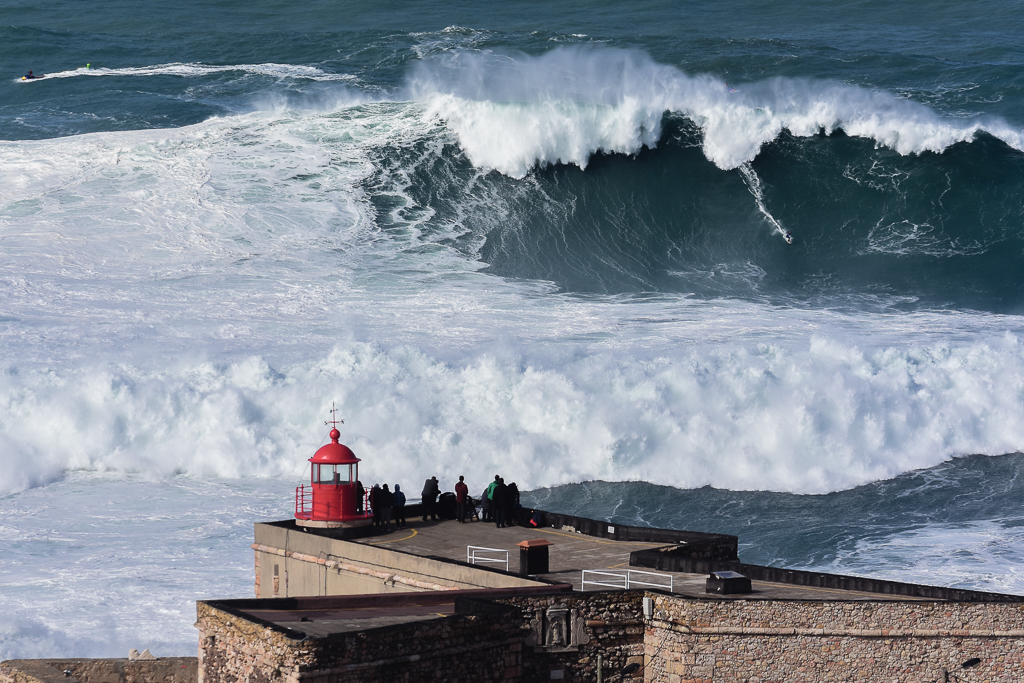
納扎雷峽谷和燈塔

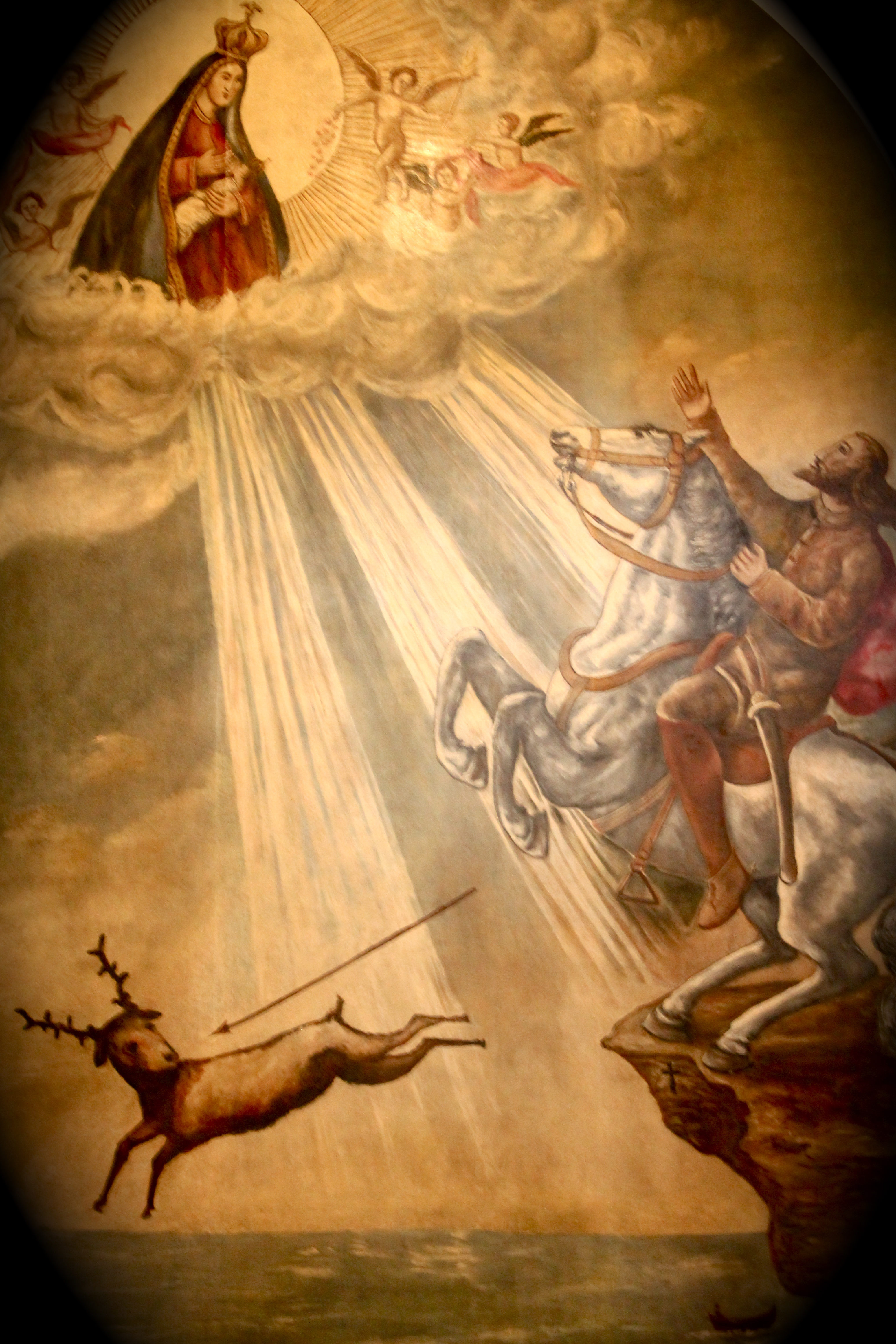
納扎雷聖母奇蹟壁畫

納扎雷（葡萄牙語：Nazaré，葡萄牙語發音：[nɐzɐˈɾe]），是葡萄牙的大西洋沿岸城鎮，位於該國中部，三邊都被阿爾科巴薩包圍，由萊里亞區負責管轄，始建於1514年，面積82.43平方公里，2011年人口15,158，該城鎮人口密度每平方公里183.89人。
納扎雷是一個非常受歡迎的衝浪目的地，由於海水下納扎雷峽谷的存在，納扎雷周邊海域會出現巨浪。有许多冲浪记录在纳扎雷誕生。由于附近的水下峡谷，纳扎雷的冲浪条件非常独特。 这个峡谷会产生高达 30 米的巨浪。

## 友好城市
- 法國 马恩河畔诺让